# Today (Scooter-kislemez)
A Today a német Scooter együttes második kislemeze a 2014-ben megjelent albumukról, a The Fifth Chapter-ről, mely szeptember 26-án jelent meg a görög-ausztrál énekesnő, Vassy közreműködésével. Bár a dal nem feldolgozás, a dallam-motívuma jól hallhatóan emlékeztet "Otto Knows" "Parachute" című számára, illetve a szöveg egy részét a "Klubbheads" "Discohopping" című slágeréből vették át.

## Története
A sokszor halogatott "The Fifth Chapter" album kiadását 2014. szeptember 26-ára halasztották a tavasz folyamán. Július közepén aztán egy érdekes hír került ki a rajongói oldalakra: a Scooter egy német tévéműsor őszi adásában fog szerepelni, és elő is fognak adni egy számot, mely adást már a nyár folyamán leforgattak. Az ausztrál-görög énekesnő, Vassy utalt rá Instagram-oldalán, hogy a Scooterrel közösen léptek fel, a szám címe "Today" lesz, és novemberben fog megjelenni, mint kislemez. A novemberi megjelenést kicsivel később Michael Simon is megerősítette.
Augusztus végén aztán a Scooter visszaszámlálásba kezdett. Ez szeptember 5-én járt le, s ezen a napon mutatták be az új album összes hangmintáját, valamint, bár még sem a videóklip, sem az igazi kislemez nem készült el, letölthetővé tették a "Today"-t, mintegy előzetesként. Aznap a szám elérhetővé vált a YouTube videomegosztón, a Kontor Records hivatalos csatornáján is. Később bejelentették, hogy a kislemez megjelenik a szokásos módon, fizikai adathordozón, Vassy pedig Instagram-fiókján jelentette be, hogy forgatja New Yorkban a videóklip ráeső részét - s ugyanitt utalt arra is, hogy a következő videóklip a "Radiate"-hez készül. A"Today" klipje a kislemez hivatalos megjelenésével egyidejűleg ki is került az Internetre.

## Számok listája
A CD-változat csak az első két számot tartalmazza, a többihez kizárólag internetes letöltés útján lehet jutni.
1. Today (Radio Mix) (03:27)
2. Today (Extended Mix) (04:14)
3. Today (Scooter Remix) (03:54)
4. Today (Crew Cardinal Remix) (05:15)

## Más változatok
Franciaországban a kislemez promo változatban is megküldésre került néhány forgalmazónak. Ezen a négy fentebbi számon kívül hallható a dal "Laurent H Remix" változatban, valamint instrumentális verzióban is.

## Közreműködtek
- H.P. Baxxter a.k.a. Sir Shotalot (szöveg)
- Klubbheads (szöveg)
- Phil Speiser (keverés, utómunka)
- Vassy (ének)
- Martin Weiland, Tobias Tretten (kislemezborító)
- Michael Simon, Eric Chase (társszerzők)

## Videóklip
A klipben Vassy és a Scooter tagjai láthatóak: Vassy énekel, H.P. szövegel, Phil és Michael pedig egy-egy villanás erejéig kerülnek a videóba, szövegelést imitálva. A köztes részekben két fiatal lány kalandjait követhetjük nyomon, amint élik az életüket, majd véletlenül szemtanúi lesznek, ahogy az egyik barátnőjükkel két srác megalázó módon bánik. Úgy döntenek, megleckéztetik őket, és símaszkban rájuk törve megkötözik őket, majd kimentik társukat.